# Blixenprisen
Blixenprisen er en dansk litteraturpris, som blev indstiftet i 2015 af Dansk Forfatterforening og Danske skønlitterære Forfattere. Den er opkaldt efter den danske forfatter Karen Blixen.
Blixenprisen hylder de største litterære præstationer i Danmark, hele litteraturbranchen og det danske sprogs videreudvikling, hvad enten det formidles i fysisk form, som e-bog eller lydbog.
Prisen er opdelt i flere underkategorier og uddeles årligt ved et arrangement på Folketeatret i København.

## Modtagere

### 2015
- Årets innovation, Saxos Innovationspris: Aarhus Universitetsforlag for serien Tænkepauser
- Årets skønlitterære udgivelse, The Blixen literary award: Kamilla Hega Holst for På træk
- Årets børne- og ungdomsforfatter - Høstprisen: Lene Kaaberbøl
- Årets oversætter: Kim Lembek
- Årets bogomslag: Katrine Lihn
- Årets redaktør: Birthe Melgaard
- Året boghandler: Helle Nancke
- Årets journalistiske bog: Jesper Tynell for Mørkelygten
- Årets faglitterære udgivelse: Jeanette Varberg for Fortidens slagmarker

### 2016
- Årets innovation, Saxos Innovationspris: Gladiator
- Årets illustrator - Ib Spang Olsen-prisen: Peter Bay Alexandersen for Axel og Mus på den store rejse
- Årets indsats for ytringsfriheden: Kåre Bluitgen
- Årets børne- og ungdomsforfatter - Høstprisen: Rasmus Bregnhøi for Opfindelser, strikkede huer og en dum kat
- Årets redaktør: Claus Clausen
- Årets faglitterære udgivelse: Lone Frank for Lystens pioner
- Årets skønlitterære udgivelse, The Blixen literary award: Ida Jessen for En ny tid
- Året boghandler: Pernille Kjær
- Årets lydbog: Den første sten Carsten Jensen oplæst af Lars Mikkelsen

### 2017
- Årets innovation, Saxos Innovationspris: Baggaardsbaroner
- Årets børne- og ungdomsudgivelse: Kenneth Bøgh Andersen for Den faldne djævel
- ÅIsak Dinesen prisen: Jens Christian Grøndahl for Tit er jeg glad
- Årets indsats for litterturformidling: Vibeke Johansen
- Årets faglitterære udgivelse: Matilde Kimer for Krigen indeni
- Årets lydbog: Anders Matthesen for Ternet Ninja
- Årets skønlitterære udgivelse, The Blixen literary award: Iben Mondrup for Karensminde
- Årets litterære talent: Andreas Pedersen for Fryden
- ÅHalfdan Pisket: årets tegneserie
- Årets indsats for ytringsfriheden: Frederik Stjernfelt og Jacob Mchangama for Men - ytringsfrihedens historie i Danmark
- Årets redaktør: Jacob Søndergaard

### 2018
- Årets boghandler: Marianne Møller
- Årets faglitterære udgivelse: Poul Olsen, Niels Brimnes, Hans Christian Gulløv, Per Hernæs, Erik Gøbel og Mikkel Venborg Pedersen for Danmark og kolonierne
- Årets lydbog: Thomas Bredsdorff for Tøsne og forsytia
- Årets børne- og ungdomsudgivelse: Sarah Engell for Valget
- Årets redaktør: Louise Kønigsfeldt
- ÅPeter Laugesen: årets skønlitterære udgivelse, The Blixen literary award: Traveling (digte)
- Årets indsats for litterturformidling: Nanna Mogensen og Klaus Rothstein
- Årets litterære talent: Malte Tellerup for Markløs

### 2019
- Årets redaktør: Arild Batzer (15.000 kr.)
- Årets boghandler: Clea Bautista (10.000 kr.)
- Årets børneudgivelse: Tina Sakura Bestle og Teddy Kristiansen for Bezunk og egernet (10.000 kr.)
- Årets litterære talent: Pernille Abd-El Dayem for June (10.000 kr.)
- Årets indsats for litteraturformidling: Anne-Marie Donslund (30.000 kr.)
- Årets lydbog: Anne Thorogood for Ramt af dig oplæst af Camilla Lau (20.000 kr.)
- Årets faglitterære udgivelse: Bent Meier Sørensen for Skærmens magi (20.000 kr.)
- Årets skønlitterære udgivelse: Jonas Eika Rasmussen for Efter solen (75.000 kr.)
- Årets young adult-udgivelse: Laura Ringo for Papirbryllup (10.000 kr.)

### 2022
- Årets bedste oversættelse til dansk: Birte Dahlgreen og Lilian Munk Rösing for Årene (af Annie Ernaux)
- Årets biografi: Jens Andersen for Et liv med Lego
- Årets bog: Dorthe Nors for En linje i verden (sammen med Henrik Saxgren)
- Årets boghandler: Claes Benthien (f. 1961) og Anna Johansen (f. 1978) (BRØG Litteraturbar)
- Årets børnebog: Sarah Lang Andersen og Kathrina Skarðsá for Slimfjorden
- Årets fagbog: Dan H. Andersen for Store nordiske krig
- Årets illustrerede værk: Peter Madsen for Urhistorien (tegneserie)
- Årets krimi: Thomas Bagger for Manden i tre dele
- Årets litteraturformidler: Signe Langtved Pallisgaard for Forfatterkvarteret (Gentoftebibliotekerne)
- Årets lydbogsindlæser: Randi Winther (f. 1965) (Charlotte Weitze: Rosarium)
- Årets lyrik: Bjørn Rasmussen for Forgabt
- Årets roman: Glenn Bech for Farskibet
- Årets talent: Emeli Bergman for På undersiden af dagen (roman)
- Årets ungdomsbog: Glenn Ringtved for Den kroniske kyssesyge
- Årets ærespris: Anne-Marie Mai